# Worstdubbeltandmos
Worstdubbeltandmos (Didymodon tomaculosus) is een soort uit het geslacht dubbeltandmos (Didymodon).

## Kenmerken
Volwassen scheuten worden 5-7 mm hoog, maar kunnen korter zijn. Het lijkt op kleidubbeltandmos (Didymodon fallax) en kleine steriele vormen van hakig greppelmos, maar worstdubbeltandmos heeft meer solide bladeren die krullen wanneer ze droog zijn. Ondanks de gelijkenis kan goed ontwikkeld materiaal van worstdubbeltandmos met vertrouwen worden herkend met een loep.

## Verspreiding
In Nederland is worstdubbeltandmos zeer zeldzaam.

## Naam
De naam verwijst naar de rizoïde knollen die lijken op worstjes. 